# Polyalthia elmeri
Polyalthia elmeri là một loài thực vật thuộc họ Annonaceae. Đây là loài đặc hữu của Philippines.